# لي برينان
لي برينان (بالإنجليزية: Lee Brennan)‏ هو موسيقي بريطاني، ولد في 27 سبتمبر 1973.

## وصلات خارجية
- لي برينان على موقع IMDb (الإنجليزية)
- لي برينان على موقع ميوزك برينز (الإنجليزية)
- لي برينان على موقع ديسكوغز (الإنجليزية)
- لي برينان على موقع قاعدة بيانات الفيلم (الإنجليزية)